# Bande dessinée britannique

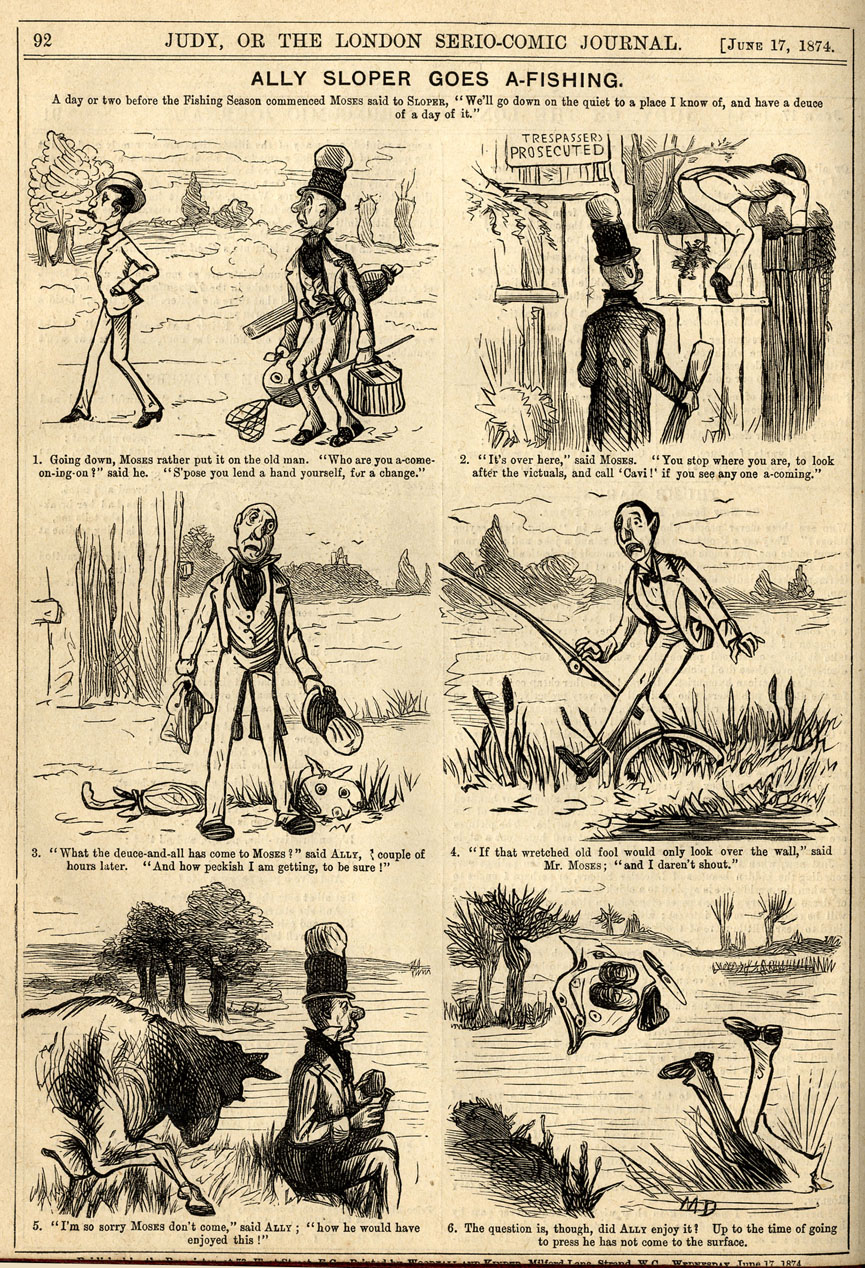
Ally Sloper, première bande bande dessinée britannique à succès. Planche de Mary Duval parue le 17 juin 1874.

L'expression « bande dessinée britannique » désigne les bandes dessinées connaissant leur première publication au Royaume-Uni, généralement produites par des auteurs britanniques. Pays traditionnellement moins porté vers la bande dessinée que d'autres nations européennes comme la Belgique ou la France, le Royaume-Uni n'en est cependant pas exempt. 
Depuis l'apparition d'Ally Sloper en 1867, de nombreux héros ont marqué la population (Andy Capp, Dan Dare, Judge Dredd, etc.), grâce à des revues fortement diffusées comme Comic Cuts (1890-1953), The Beano (1938-) ou encore 2000 AD (1977-).

## Auteurs marquants
Parmi les principaux auteurs figurent Tom Browne (1870-1910), William Haselden (1872-1953), Dudley D. Watkins (1907-1969), Frank Bellamy (1917-1976), Frank Hampson (1918-1985), Leo Baxendale (1930-2017), Raymond Briggs (1934-), Pat Mills (1949-) ou Dez Skinn (1951-). Depuis les années 1980, la bande dessinée britannique est en déclin, et les plus grands auteurs britanniques comme Alan Moore (1953-), Eddie Campbell (1955-) ou Grant Morrison (1960-) tendent à travailler principalement aux États-Unis. Une exception notable est l'illustratrice Posy Simmonds (1945-), venue sur la tard à la bande dessinée.

## La presse périodique
Après la Seconde Guerre mondiale, la presse périodique britannique se développe. Dans un climat de méfiance à l'égard des comics considérés comme violents et immoraux, des alternatives émergent. Publié entre 1950 et 1959 par Hulton Press, l'illustré Eagle est par exemple est considéré comme une alternative à la bande dessinée américaine, tout en faisant la promotion des valeurs britanniques. La dimension éducative y est forte. Un équivalent féminin à Eagle est également proposé par Hulton Press, Girl, édité entre 1951 et 1964. La maison d'édition belge Le Lombard, achète d'ailleurs certaines planches de Girl pour les publier dans son journal féminin, Line.

### Documentation
- (en) Kevin Carpenter, Penny Dreadful and Commics. English Periodicals for Children, from Victorian Times to the Present Days, Victoria and Albert Museum, 1983. Catalogue d'exposition
- (en) Alan Clark, The Best of British Comic Art, Boxtree, 1989.
- (en) Alan Clark, Dictionary of British Comic Artists, Writers and Editors, Londres, The British Library, 1998, 196 p. (ISBN 0-7123-4521-3).
- (en) David Huxley, Nasty Tales. Sex, Drugs, Rock'n'Roll and Violence in the British Underground, Headpress, coll. « Critical Vision », 2001.
- (en) George Khoury, True Brit. A Celebration of the Great Comic Book Artists of the UK, TwoMorrows, 2004.